# Hermann Bollé

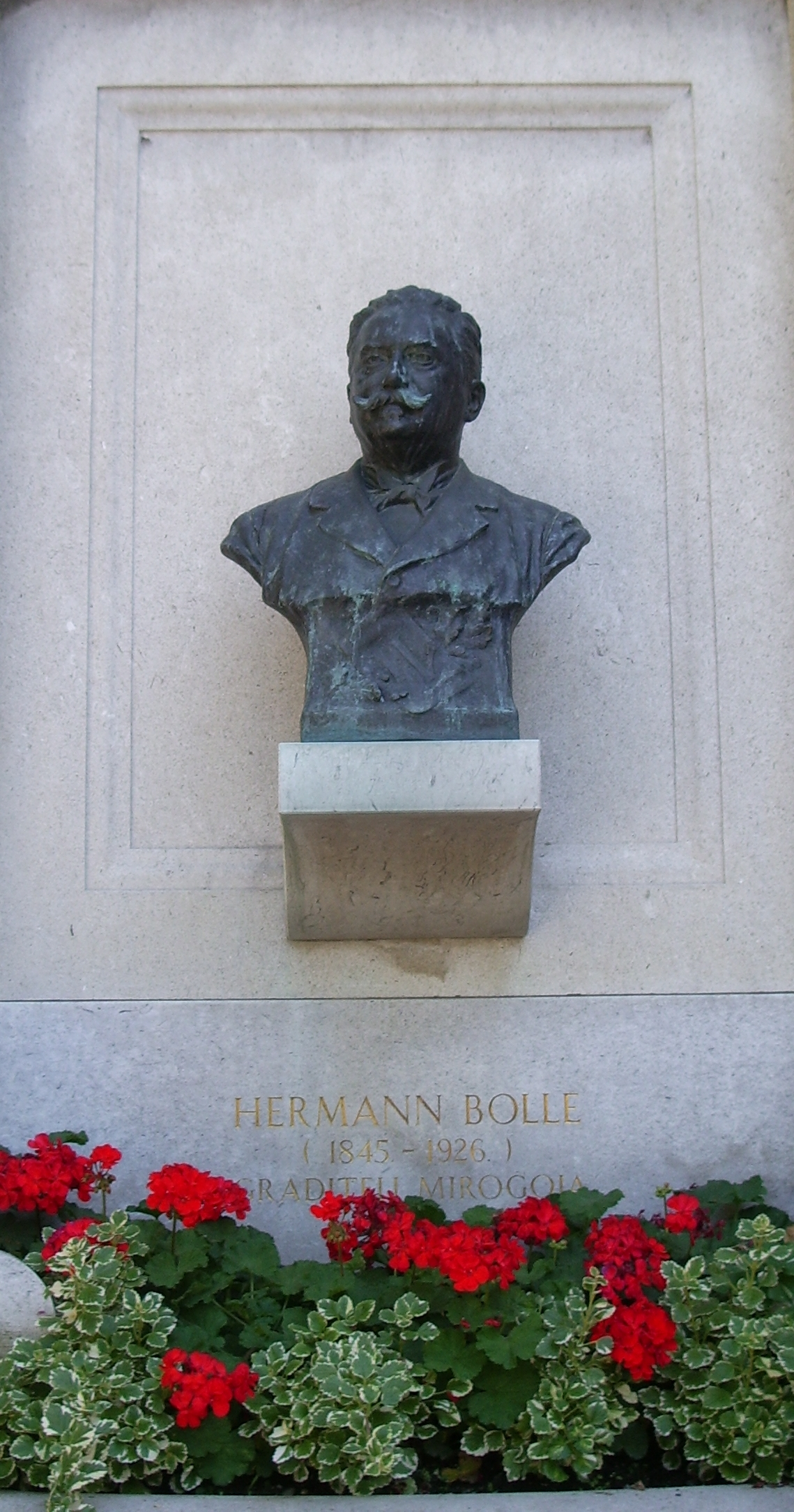
Popiersie Hermanna Bollé

Hermann Bollé (ur. 18 listopada 1845 w Kolonii, zm. 17 kwietnia 1926 w Zagrzebiu) – chorwacki architekt pochodzenia austriackiego.
Ukończył prace nad katedrą w Đakovie, odnowił katedrę w Zagrzebiu po trzęsieniu ziemi w 1880, odnowił katedrę w Križevci, zaprojektował główny budynek cmentarza Mirogoj oraz muzeum Muzej za umjetnost i obrt w Zagrzebiu.